# نووا ویش زبانسکا
نووا ویش زبانسکا (به لاتین: Nowa Wieś Zbąska) یک روستا در لهستان است که در گمینا زبانشنگ واقع شده‌است.